# Pod Mocnym Aniołem (film)
Pod Mocnym Aniołem – polski dramat z 2013 roku w reżyserii Wojciecha Smarzowskiego, na podstawie powieści Jerzego Pilcha pod tym samym tytułem.
Zdjęcia do filmu realizowano w Krakowie (róg ul. Felicjanek i Małej w barze „Cafe Szafe” – w filmie bar „Pod Mocnym Aniołem”), w Brzesku i Nowym Sączu.
Premiera filmu odbyła się 17 stycznia 2014 roku.

## Fabuła
Film opowiada o losach pisarza o imieniu Jerzy, który zmaga się z alkoholizmem. Jerzy podczas pobytu w ośrodku leczenia użależnień poznaje historie innych uzależnionych ludzi.

## Obsada
| - Robert Więckiewicz − jako Jerzy - Julia Kijowska − jako Ona - Adam Woronowicz − jako Anioł - Jacek Braciak − jako Kolumb - Arkadiusz Jakubik − jako terrorysta - Iwona Wszołkówna − jako Joanna - Lech Dyblik − jako przodownik - Kinga Preis − jako Mania - Iwona Bielska − jako Królowa Kentu - Marian Dziędziel − jako Król Cukru / Kubica - Krzysztof Kiersznowski − jako inżynier - Marcin Dorociński − jako Borys - Izabela Kuna − jako Katarzyna - Andrzej Grabowski − jako doktor Granada / Doktor Swobodziczka - Robert Wabich − jako Mietek - Eryk Lubos − jako Bukowski - Oleksandr Kryzhanivsjkyj − jako Jerofiejew - Wojciech Urbański − jako Kafka | - Robert Mika − jako Fallada - Henryk Gołębiewski − jako pijak - Witold Wieliński − jako taksówkarz - Magdalena Czerwińska − jako dziennikarka / Inna - Aleksandra Domańska − jako młoda Królowa Kentu - Sławomir Zapała − jako mąż Królowej Kentu - Katarzyna Gniewkowska − jako jej matka - Roman Gancarczyk − jako jej ojciec - Iwona Sitkowska − jako siostra Viola - Agata Kulesza − jako mama małego Jerzego - Grzegorz Mikołajczyk − jako kupiec - Sława Bednarczyk − jako pani z pieskiem - Marta Grabysz − jako Sklepowa - Hiroaki Murakami − jako japoński turysta - Bartłomiej Topa − jako policjant - Tomasz Sapryk − jako szef terrorysty - Sebastian Fabijański − jako młody inżynier - Michał Gadomski - mąż Mani |